# Pühlheim

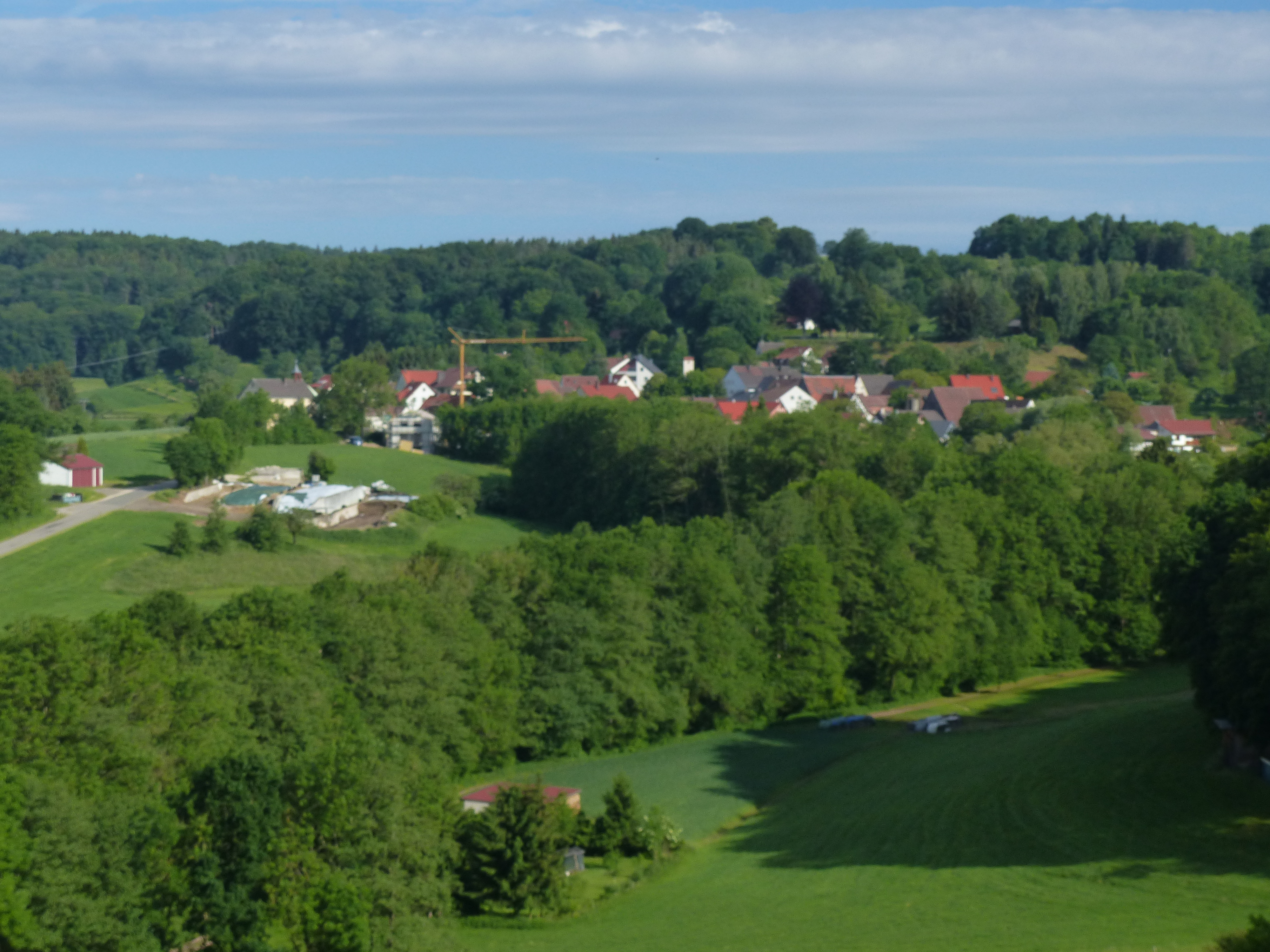
Pühlheim, von Südosten her gesehen

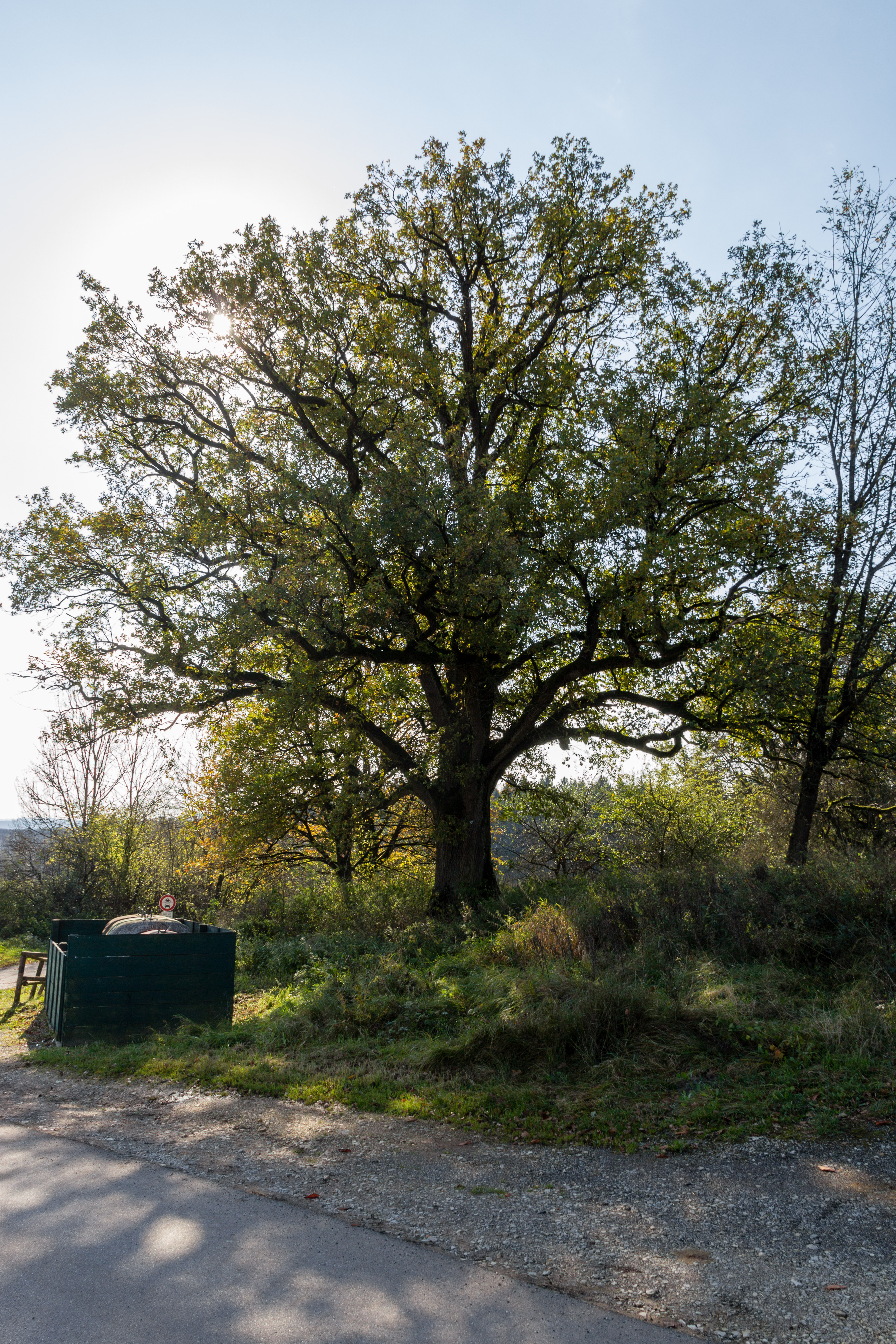
Die Pühlheimer Dorfeiche

Pühlheim ist ein Gemeindeteil der Stadt Altdorf bei Nürnberg im Landkreis Nürnberger Land (Mittelfranken, Bayern). Die Gemarkung Pühlheim hat eine Fläche von 6,324 km². Sie ist in 1535 Flurstücke aufgeteilt, die eine durchschnittliche Flurstücksfläche von 4120,02 m² haben. In ihr liegen neben dem namensgebenden Ort die Gemeindeteile Adelheim, Hegnenberg und Raschbach.

## Geografische Lage
Das Dorf bildet mit Adelheim im Norden eine geschlossene Siedlung. Diese liegt im Talkessel des Raschbachs, eines rechten Zuflusses der Schwarzach, und des Auerbachs, eines rechten Zuflusses des Raschbachs. Eine Gemeindeverbindungsstraße führt nach Raschbach (1,3 km nördlich) bzw. nach Unterrieden zur Kreisstraße LAU 23 (1,1 km südlich). Südlich von Pühlheim an der Straße nach Unterrieden steht rechts die Pühlheimer Dorfeiche, die als Naturdenkmal ausgezeichnet ist. Weitere Gemeindeverbindungsstraßen führen nach Hegnenberg zur Kreisstraße LAU 24 (1,1 km westlich) bzw. direkt zur LAU 24 (1,7 km nordwestlich). Auf dem Weg zu der südlich des Ortes verlaufenden Bundesautobahn 6 gibt es sieben Alteichen, ebenfalls Naturdenkmäler.

## Geschichte

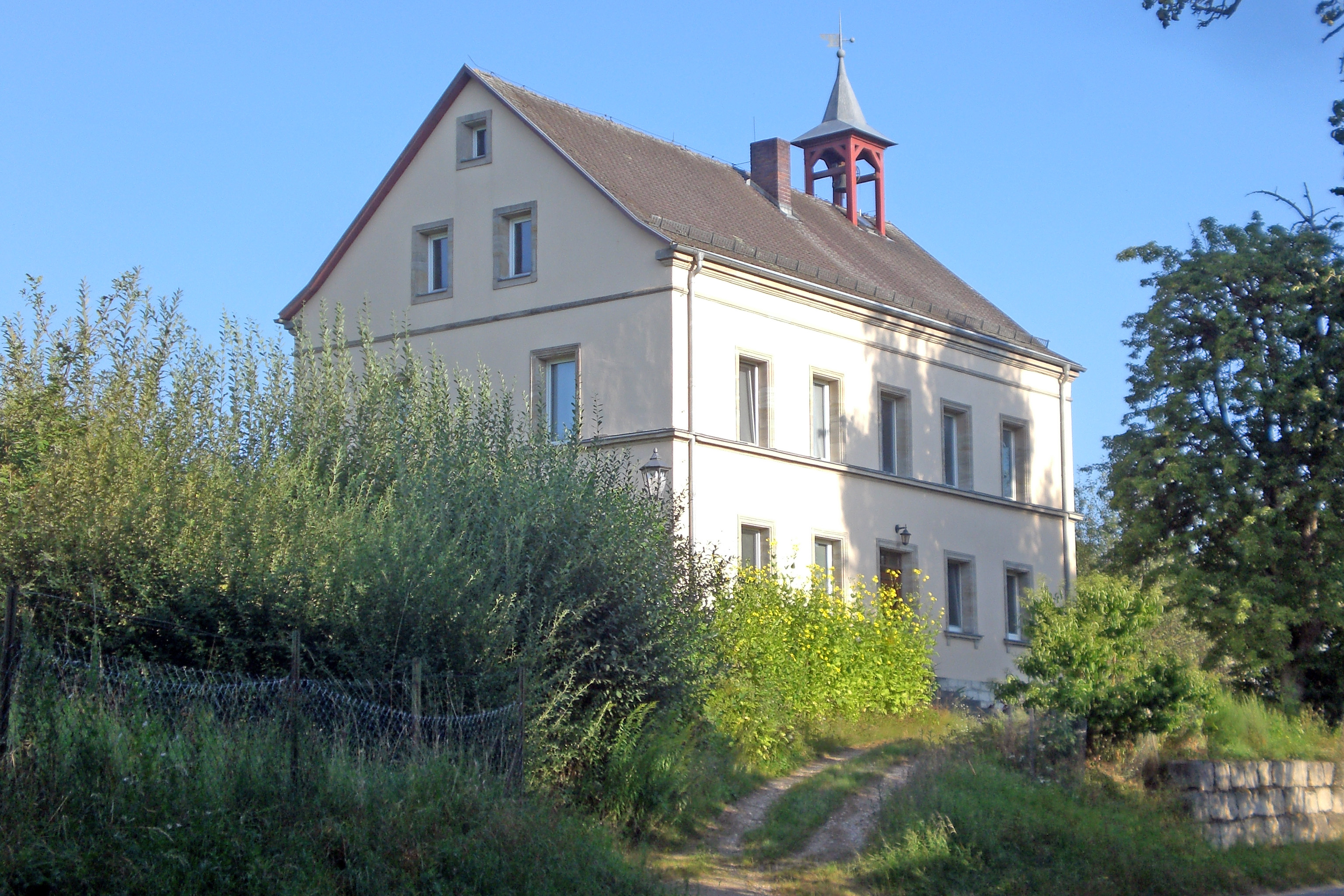
Schulhaus (2024)

Mit dem Gemeindeedikt (frühes 19. Jahrhundert) wurde Pühlheim dem Steuerdistrikt Oberrieden zugewiesen. Zugleich entstand die Ruralgemeinde Pühlheim, zu der Adelheim, Hegnenberg und Raschbach gehörten. Sie unterstand in Verwaltung und Gerichtsbarkeit dem Landgericht Altdorf. Im Zuge der Gebietsreform in Bayern wurde die Gemeinde am 1. Januar 1978 nach Altdorf eingegliedert.

### Ortsname
- Pultesheim
- Puhelhaym
- Puhelhaim
- Buhelhaim
- Puhelhem
- Pühlhaim
- Pülheim
- Bühlhaim

### Einwohnerentwicklung
Gemeinde
| Jahr          | 1910 | 1933 | 1939 |
| Einwohnerzahl | 298  | 311  | 281  |

Ort
| Jahr          | 1987 | 2013 | 2016 |
| Einwohnerzahl | 119  | 129  | 166  |

## Baudenkmäler
- Hauns Nr. 1: dazugehörige Scheune
- Haus Nr. 28: ehemaliges Schulhaus